# ABC-Bogen
Der ABC-Bogen ist ein 2000 fertiggestelltes Bürogebäude des Architekten Hadi Teherani in der Hamburger Neustadt.

## Lage
Das Vordergebäude des ABC-Bogens verläuft an der ABC-Straße entlang, das Hintergebäude befindet sich im Innenhof und wird von Gebäuden, die an die Fuhlentwiete, Hohe Bleichen und die Amelungstraße angrenzen, umgeben.

## Geschichte
Bevor der ABC-Bogen an der ABC-Straße 19 stand, war auf dem Grundstück das Hamburger Staatsarchiv. Dieses musste wegen erheblicher Schäden umziehen, woraufhin ein Investor mit Tauschgrundstück gesucht wurde. Anfang 1994 wurde dieser gefunden, worauf hin dann auch der städtebauliche Wettbewerb begonnen wurde. Zu dem Wettbewerb wurden je sechs Architekturbüros eingeladen. Als einstimmiger Gewinner dieses Wettbewerbs ging der Entwurf von Hadi Teherani hervor. Er überzeugt die Jury, weil dieser „[...] auf den ersten Blick durch seine architektonische Eigenständigkeit und formale Prägnanz fasziniert“. 1998 begannen dann die Arbeiten an dem Gebäude, welche 2000 abgeschlossen wurden.

## Gebäude
Das Vordergebäude passt sich mit seiner gewellten Fassade dem benachbarten Hypo-Bank-Gebäude an. Es hat acht Stockwerke und bietet im Erdgeschoss Platz für mehrere Läden und den Eingang zu dem deutschen Sitz von Google.
Das Hintergebäude ähnelt mit seiner halbkreisförmigen Form einer Zitronenscheibe, weshalb es auch als „Zitrone“ bezeichnet wird. Es hat 11 Stockwerke und eine Höhe von 40 Metern. Durch die gebogene Form wirft die Zitrone kaum einen Schatten auf die benachbarten Gebäude.
Beide Gebäudeteile haben eine Leichtmetall-Vorhangfassade, wodurch eine geschosshohe Verglasung ermöglicht wird. Durch eine geschosshohe Verglasung sind die Räume im Gebäude besonders hell und müssen kaum auf künstliches Licht zurückgreifen.